# Stavgång

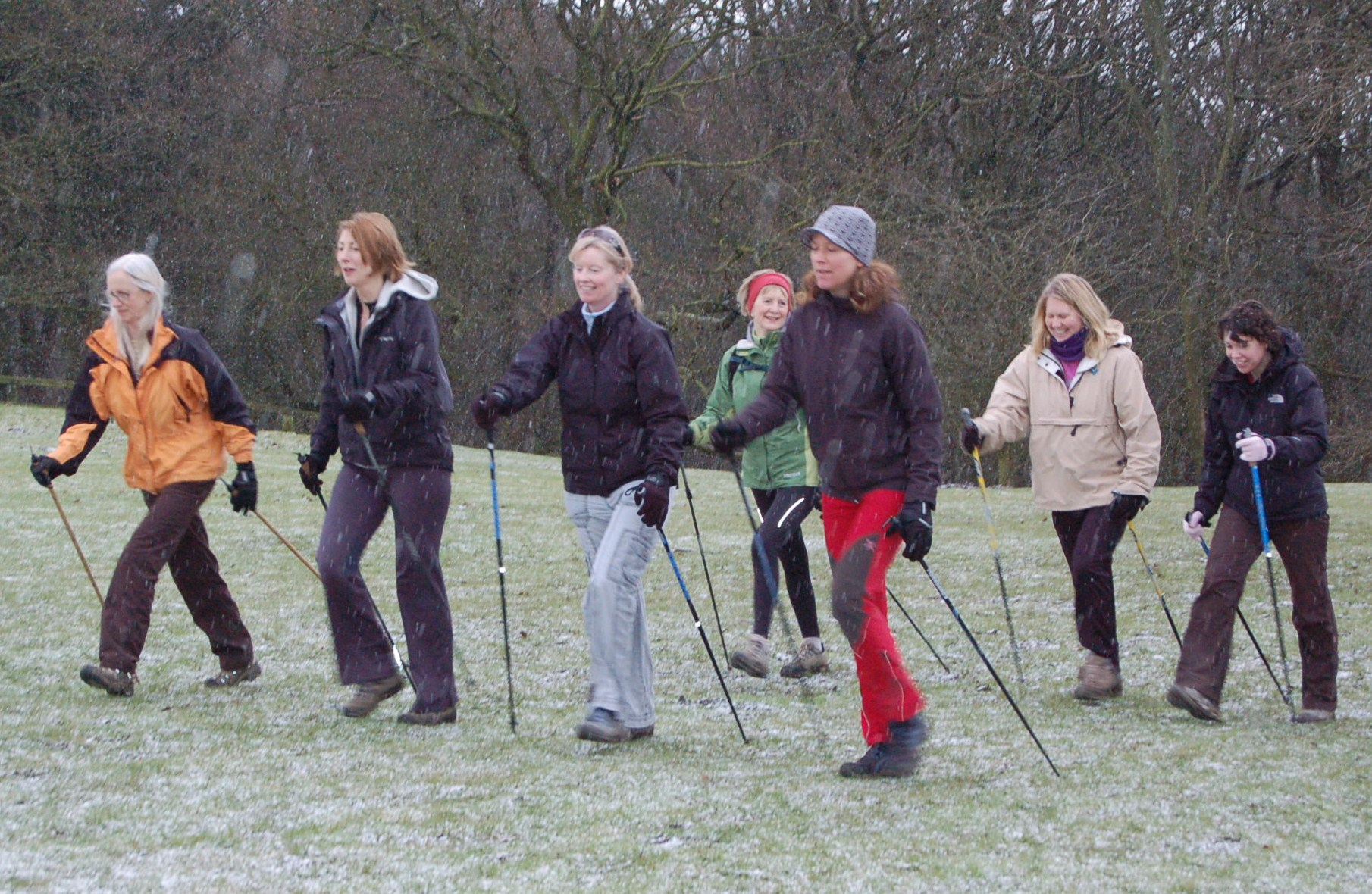
En grupp stavgångare i England.

Stavgång är en motionsform som liknar gång men som utövas med så kallade gångstavar som hjälpmedel. Metoden uppfanns i Finland under 1950-1960-talet och var en del i de finska skidlöparnas sommarträning.
Stavarna ger en ökad och mer allsidig träningseffekt, då armar och överkropp aktiveras. Träningsformen används även för stabilitet och för att skona lederna – inte minst knäna. 
Ursprungligen användes skidstavar, men senare utvecklades särskilt anpassade gångstavar. Skidstavar är i regel för långa, och detta gör att man riskerar att skada sig. Gångstavar är försedda med en slags handske som gör att staven inte behöver hållas fast vid stavgången. Änden kan bestå av en spets – precis som hos skidstavar – men denna används enbart vid halka eller vid terränggång. Normalt sitter ett skydd av gummi över spetsen för bättre grepp på asfalt och dylikt. Skyddet finns i olika utföranden och slits olika fort beroende på hårdhet och underlag.
Stavgång har nordiskt ursprung, och på engelska har den fått namnet Nordic walking (jämför även Nordic skiing, "nordisk skidsport").
Stavgång introducerades på bredare front (i bland annat Sverige) i slutet av 1990-talet. Den har fått en märkbar popularitet som motionsform, inte minst bland kvinnor och äldre.